# Norfolk (Massachusetts)
Norfolk é uma vila localizada no condado de Norfolk no estado estadounidense de Massachusetts. No Censo de 2010 tinha uma população de 11.227 habitantes e uma densidade populacional de 281,44 pessoas por km².

## Geografia
Norfolk encontra-se localizado nas coordenadas 42° 06′ 59″ N, 71° 19′ 46″ O. Segundo o Departamento do Censo dos Estados Unidos, Norfolk tem uma superfície total de 39.89 km², da qual 38.6 km² correspondem a terra firme e (3.23%) 1.29 km² é água.

## Demografia
Segundo o censo de 2010, tinha 11.227 pessoas residindo em Norfolk. A densidade populacional era de 281,44 hab./km². Dos 11.227 habitantes, Norfolk estava composto pelo 89.28% brancos, o 6.41% eram afroamericanos, o 0.29% eram amerindios, o 1.55% eram asiáticos, o 0% eram insulares do Pacífico, o 1.65% eram de outras raças e o 0.83% pertenciam a duas ou mais raças. Do total da população o 7.14% eram hispanos ou latinos de qualquer raça.